# Roscoe Mitchell
Roscoe Mitchell (* 3. srpna 1940 Chicago, Illinois) je americký jazzový saxofonista a hudební skladatel. V roce 1967 spoluzaložil skupinu Art Ensemble of Chicago, se kterou vydal řadu alb. Sám vydal mnoho sólových alb a podílel se na albech umělců, jako jsou Anthony Braxton nebo Evan Parker. Působí rovněž jako pedagog, vyučoval mimo jiné na California Institute of the Arts, University of Illinois at Urbana-Champaign nebo University of Wisconsin-Madison.